# Матитак (Њујорк)
Матитак (енгл. Mattituck) насељено је место без административног статуса у америчкој савезној држави Њујорк.

## Демографија
По попису из 2010. године број становника је 4.219, што је 21 (0,5%) становника више него 2000. године.
| Група             | 2000.         | 2010.         |
| Белци             | 3.981 (94,8%) | 3.774 (89,5%) |
| Афроамериканци    | 49 (1,2%)     | 66 (1,6%)     |
| Азијати           | 22 (0,5%)     | 37 (0,9%)     |
| Хиспаноамериканци | 107 (2,5%)    | 288 (6,8%)    |
| Укупно            | 4.198         | 4.219         |